# موروك
موروك هي قرية في مقاطعة سميرم، إيران. يقدر عدد سكانها بـ 246 نسمة بحسب إحصاء 2016.